# Tribes
Tribes é uma série de jogos eletrônicos do gênero de tiro em primeira pessoa produzidos entre os anos de 1998 e 2012 sendo característicos pelos seu visual futurista, cenários abertos e personagens com a possibilidade de darem grandes pulos. O jogo se passa no mesmo universo dos jogos da série Metaltech e CyberStorm.

## Jogos da série
| Título                 | Desenvolvedora              | Ano  | Plataforma               |
| ---------------------- | --------------------------- | ---- | ------------------------ |
| Starsiege: Tribes      | Dynamix                     | 1998 | Microsoft Windows        |
| Tribes 2               | Dynamix, Loki Entertainment | 2001 | Microsoft Windows, Linux |
| Tribes: Aerial Assault | Inevitable Entertainment    | 2002 | PlayStation 2            |
| Tribes: Vengeance      | Irrational Games            | 2004 | Microsoft Windows        |
| Tribes: Ascend         | Hi-Rez Studios              | 2012 | Microsoft Windows        |